# 金若先
金若先（韓語：김약선），高丽王朝后期的军事将领，慶州人，金台瑞的儿子，崔怡的女壻。
1225年，高麗高宗因为修葺內殿，移御驾到將軍金若先的宅第。金若先改任知奏事，1235年，高宗以金若先的女儿为太子妃，太子即后来的元宗，两人的儿子是后来的忠烈王。金若先累官至樞密副使。金若先的妻子，因夜间入宫入內，高宗以她为太子妃之母，命其府牽龍行首、中禁都知及將軍等人作为她的僕從。輿盖服飾，好像王妃。金若先在崔怡府中与姬妾私通。其妻对父亲崔怡说：「我要出家为尼。」崔怡于是流放金若先私通的姬妾到島上。金妻后来和奴僕私通，金若先知道了，金妻以他事向崔怡告发，崔怡殺金若先。崔怡后来知道是誣告，于是殺死那个奴僕，对女儿終身不見。後追謚金若先为莊翼公。其子金敉。